# Lubowla (Słowacja)

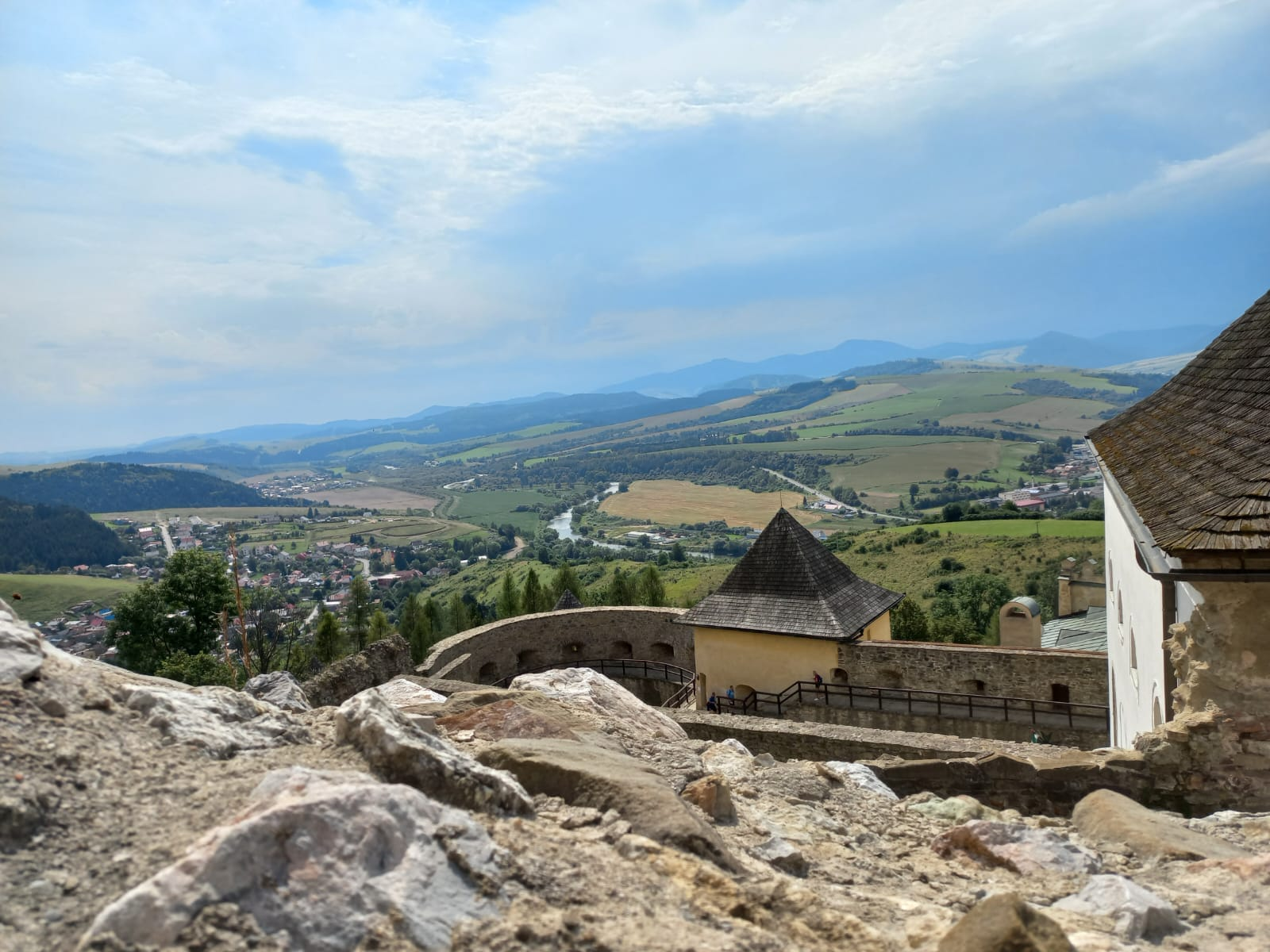
Panorama na miasto z zamku.

Lubowla, Stara Lubowla (słow. Stará Ľubovňa, wym. [ˈstaraːˈʎubovɲa]; węg. Ólubló; niem. Altlublau; łac. Lublovia) – miasto powiatowe we wschodniej Słowacji, w kraju preszowskim, w historycznym regionie Spisz (na terenie do końca XVIII w. będącym częścią ziemi sądeckiej). Liczy 16 341 mieszkańców (2011), jego powierzchnia wynosi 30,786 km².

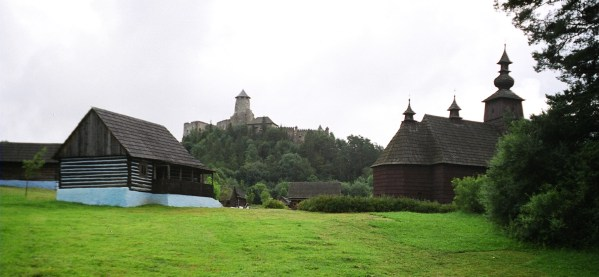
Skansen i zamek w Lubowli

## Położenie

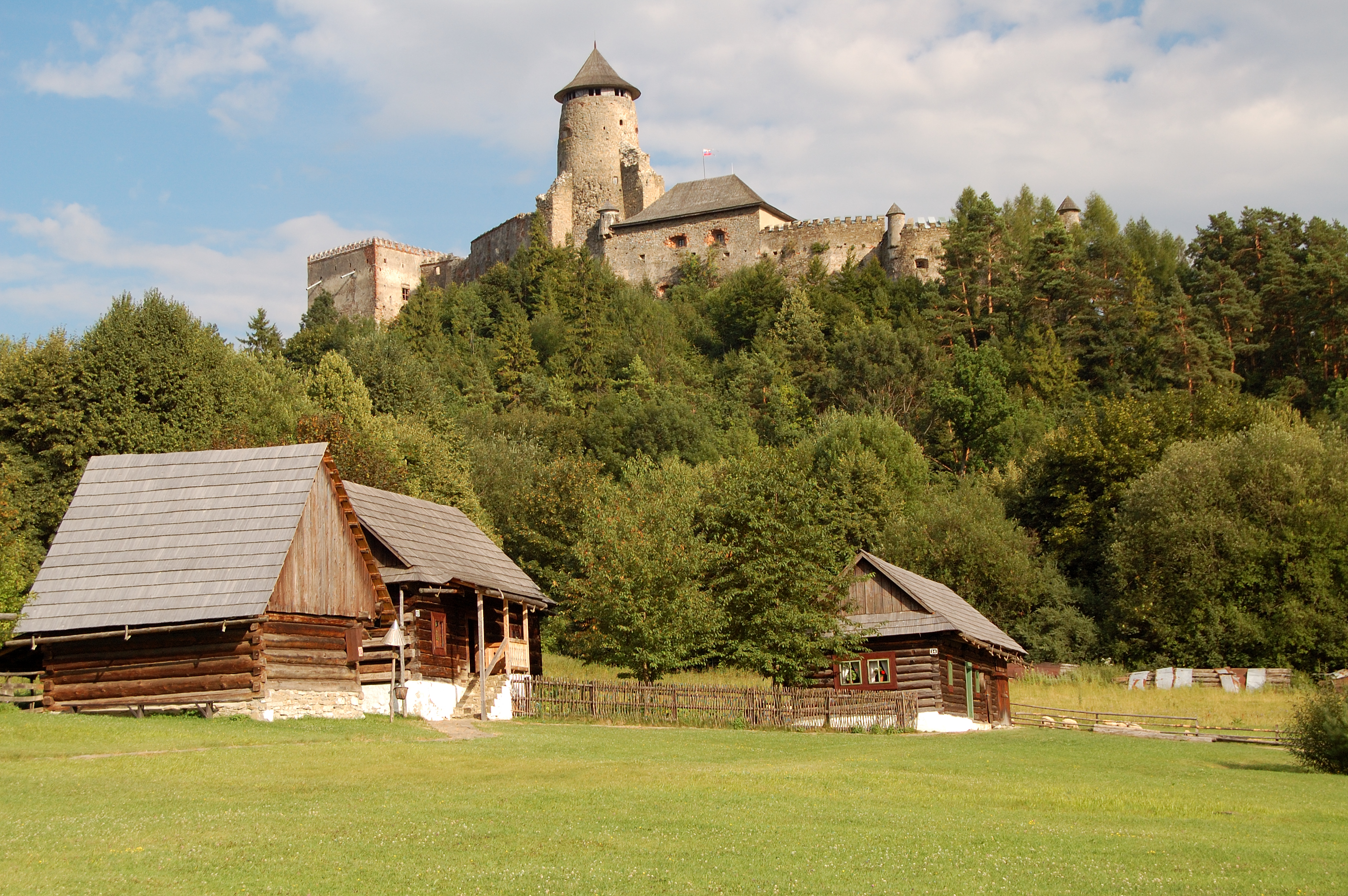
Zamek Stara Lubowla

Lubowla leży na wysokości 545 m n.p.m., w Kotlinie Lubowelskiej między Magurą Spiską na północnym zachodzie, Górami Lubowelskimi na północnym wschodzie i Górami Lewockimi na południu. Stare centrum miasta położone jest w widłach Popradu i jego prawobrzeżnego dopływu, rzeczki Jakubianka. Związany z miastem Zamek Lubowelski wznosi się na północ od miasta, po przeciwnej stronie Popradu. Ok 3 km na południe od miasta, w dolinie Jakubianki, leży wieś Nowa Lubowla.
Przez Lubowlę przebiegają drogi krajowe nr 77 z Bardejowa do Popradu i nr 68 z Preszowa do granicy z Polską kilkanaście kilometrów na północ od miasta. Biegnie tędy również linia kolejowa z Popradu do Nowego Sącza przez granicę z Polską.

## Historia
Lubowla jest jednym z najstarszych miast obecnego Spisza. Pierwsza pisemna wzmianka o mieście pochodzi z 1292, z czasów sporu polsko-węgierskiego o południowe tereny ziemi sądeckiej. Wykorzystując stan anarchii na Węgrzech księżniczka Kinga, dążąca do zacieśnienia związków Spisza z Polską, obsadziła ten teren swoimi wojskami, które stacjonowały tam aż do śmierci księżniczki w 1292 r. Potem jednak teren obecnego północnego Spisza, wcześniej będący częścią ziemi sądeckiej, został włączony do Węgier.
Fakt wzmiankowania Lubowli w 1292 r. już jako zorganizowanej jednostki osadniczej świadczy o tym, że musiała ona istnieć już sporo wcześniej. Nie jest wykluczone, że pierwszą osadę funkcjonująca w tym miejscu zniszczył najazd tatarski z lat 1242/43. W następnych latach została ona odbudowana już jako wieś na prawie niemieckim (sołtysim). Na początku XIV w. dziedzicznym sołtysem Lubowli był kasztelan nowo wybudowanego (zapewne w latach 1295–1300) Zamku Lubowelskiego Tomasz Seczi.
W 1364 król Ludwik nadał Lubowli prawa miejskie i obdarzył miasto wieloma przywilejami. W 1412, na mocy umowy zawartej w Lubowli, miasto to, wraz z szeregiem innych miast i wsi spiskich weszło w skład tzw. zastawu spiskiego – ziem zastawionych przez Zygmunta Luksemburczyka Władysławowi Jagielle. Z ziem tych utworzono nowe starostwo spiskie, a zamek lubowelski ustanowiono siedzibą polskiego starosty spiskiego. Pod rządami polskich królów miasto rozkwitało, prowadząc handel z Polską. Było miejscem wielu spotkań i rokowań między władcami Polski i Węgier. 11 kwietnia 1556 miasto dotknął katastrofalny pożar, oszczędzając jedynie 6 domów.
W 1634 r. w drodze kupna, Lubowla weszła w posiadanie rodu książąt Lubomirskich, któremu zamek zawdzięcza rozbudowę. Lubomirscy ufundowali także zamkową kaplicę. W ich rękach zamek znajdował się do 1745 r. W czasie potopu szwedzkiego, w latach 1655–1661, na zamku lubowelskim były ukryte polskie regalia, które przewiózł tam z Zamku Królewskiego na Wawelu hetman Jerzy Sebastian ks. Lubomirski. W 1656 r. zamek w Lubowli odwiedził wracający do kraju z uchodźstwa król Jan II Kazimierz. W grudniu 1683 r. na zamku przebywał powracający spod Wiednia król Jan III.
Pod władzę królów Węgier – wówczas byli już nimi Habsburgowie – miasto wróciło w 1769, po zagarnięciu starostwa spiskiego i południowej części ziemi sądeckiej przez Marię Teresę. W latach 1778–1876 miasto było częścią prowincji XVI miast spiskich. W 1910 miasto, wg spisów ludności pomijających Polaków liczyło 1,9 tys. mieszkańców, w tym 1,4 tys. Słowaków, 300 Niemców i 200 Węgrów. W połowie listopada 1918 r. założono tu Polską Radę Narodową. Przynależność państwową miał wtedy określić plebiscyt, do którego jednak nie doszło. 
Ostatnimi prywatnymi właścicielami zamku w Starej Lubowli i okolicznych dóbr (m.in. miejscowość uzdrowiskowa Drużbaki Wyżne) był ród Zamoyskich, którego przedstawiciele zakupili zamek w 1883 r. Twierdza pełniła funkcje reprezentacyjne, a właściciele mieszkali w kasztelu pod zamkiem. W części pomieszczeń Andrzej Zamoyski urządził małe muzeum polskiej historii zamku, przyczyniając się do ocalenia części wyposażenia z czasów Lubomirskich. Założył także szkołę z językiem polskim. Po przerwie spowodowanej I wojną światową Zamoyscy powrócili do Lubowli w 1920 r., aby przeprowadzić remont niektórych partii zamku. Ostatnim właścicielem zamku był Jan Kanty hr. Zamoyski, żonaty z hiszpańską księżniczką Izabelą de Bourbon. W 1934 na zamku zrestytuowano jurysdykcję polską zakonu św. Łazarza, którego wielkim przeorem został Jan Zamoyski. W czasie II wojny światowej na zamku znajdowała się siedziba Gestapo. Niemcy nałożyli na Zamoyskich rygory aresztu domowego, które nie przeszkodziły im jednak udzielać pomocy okolicznym mieszkańcom i angażować się w ruch oporu. Po II wojnie światowej zamek i dobra zostały odebrane Zamoyskim i znacjonalizowane przez komunistyczne władze Czechosłowacji.
17 września 2006 na zamku w Lubowli zawiązano konfederację spiską.

### Przynależność państwowa
Od uzyskania praw miejskich Lubowla znajdowała się pod panowaniem następujących państw:
- 1364-1412 –  Królestwo Węgier
- 1412-1569 –  Korona Królestwa Polskiego (depozyt Zygmunta Luksemburskiego)
- 1569-1769 –  Rzeczpospolita Obojga Narodów,  Korona Królestwa Polskiego (depozyt Zygmunta Luksemburskiego)
- 1769-1772 –  Monarchia Habsburgów, Królestwo Węgier (koniec depozytu Zygmunta Luksemburskiego)
- 1772-1804 –  Monarchia Habsburgów, Królestwo Węgier
- 1804-1867 –  Cesarstwo Austrii, Królestwo Węgier
- 1867-1918 –  Austro-Węgry ( Królestwo Węgier - Kraje Korony Świętego Stefana)
- 1918-1938 –  Pierwsza Republika Czechosłowacka
- 1938-1939 –  Druga Republika Czechosłowacka
- 1939-1945 –  Republika Słowacka
- 1945-1948 –  Trzecia Republika Czechosłowacka
- 1948-1960 –  Republika Czechosłowacka
- 1960-1990 –  Czechosłowacka Republika Socjalistyczna
- 1990-1992 –  Czeska i Słowacka Republika Federacyjna
- od 1993 –  Republika Słowacka

## Przemysł
Obecnie Lubowla jest ośrodkiem przemysłu tekstylnego, metalowego i elektronicznego.

## Transport
W Lubowli znajduje się stacja kolejowa.

## Zabytki
Ważniejsze zabytki miasta to:
- Zamek Lubowelski (Hrad Ľubovňa) – wybudowany pod koniec XIII w. (pierwsza wzmianka z 1311); dobrze zachowany
- Muzeum Architektury Ludowej (Skansen w Starej Lubowli) otwarte pod zamkowym wzgórzem w roku 1985, z greckokatolicką drewnianą cerkwią pod wezwaniem św. Michała Archanioła ze wsi Matysowa oraz drewnianymi domami mieszkalnymi z początków XX w., przeniesionymi z różnych miejscowości na terenie północno-wschodniego Spisza
- kościół św. Mikołaja – gotycki, z XIII w. (datowany na ok. 1280 r.), przebudowany w drugiej połowie XVII w. w stylu barokowym oraz w XIX w. w stylu klasycystycznym, barokowe wnętrze z późnogotycką chrzcielnicą i rzeźbą Madonny z roku 1360
- średniowieczny rynek (Námestie sv. Mikuláša) z renesansowymi i klasycystycznymi domami mieszczańskimi.

## Kultura
W mieście jest używana gwara przejściowa słowacko-spiska. Gwara spiska jest zaliczana przez polskich językoznawców jako gwara dialektu małopolskiego języka polskiego, przez słowackich zaś jako gwara przejściowa polsko-słowacka.

## Miasta partnerskie
- Nowy Sącz
- Lubliniec
- Połaniec
- Swalawa
- Vsetín
- Bałczik